# Brooke Candy
Brooke Dyan Candy (Oxnard, 20 luglio 1989) è una cantante e rapper statunitense.

## Biografia
Nata a Oxnard (California), è cresciuta nella periferia di Los Angeles ed ha origini italiane ed ebraiche.
È diventata famosa nel 2012 dopo aver recitato nel videoclip della canzone Genesis di Grimes. Dopo questo successo nella scena underground, tra il 2012 e il 2013, ha iniziato ad attirare l'attenzione dei media pubblicando alcuni propri lavori, come Das Me, Everybody Does, Don't Touch My Hair Hoe, Pussy Make The Rules e I Wanna Fuck Right Now.
Nel febbraio 2014 ha firmato un contratto discografico con RCA Records e ha pubblicato il singolo Opulence, scritto in collaborazione con Sia e prodotto da Diplo. Il brano è stato accompagnato da un EP omonimo uscito nel mese di maggio e contenente le canzoni Pop Rock, Feel Yourself (Alcohol), Godzillionaire e Bed Squeak.
Successivamente entra nel "roster" britannico della Columbia Records.
Il suo primo album in studio sarebbe dovuto uscire nel 2015 ma ebbe una serie di ritardi. A seguito di una serie di singoli, tra cui Living Out Loud (2017), nel 2017 Candy lascia le etichette. Tra il 2017 ed il 2018 è andata in tournée con Charli XCX e Lizzo.
Nell'ottobre 2019 ha pubblicato il suo primo album Sexorcism.

## Vita privata
È apertamente pansessuale ed esprime forti ideali femministi in maniera controversa. Ha diversi tatuaggi, incluso quello nel nome Gotti all'interno dell'avambraccio in onore di John Gotti.

## Discografia

### Album in studio
- 2019 - Sexorcism
- 2024 - CANDYLAND

### EP
- 2014 - Opulence

### Singoli
- 2014 - Opulence
- 2015 - Rubber Band Stacks
- 2016 - Happy Days
- 2017 - Living Out Loud (featuring Sia)
- 2017 - Volcano
- 2018 - War
- 2018 - My Sex (featuring Mykki Blanco, Pussy Riot & MNDR)
- 2018 - Nuts (featuring Lil Aaron)
- 2018 - Oomph (featuring Ojivolta)
- 2019 - Happy
- 2019 - XXXTC (featuring Charli XCX & Malibu Miitch)
- 2019 - Drip (featuring Erika Jayne)
- 2019 - FMU (featuring Rico Nasty)
- 2019 - Big Racks  (featuring Bree Runway)